# Географічне відкриття
Географічне відкриття — знаходження нових географічних об'єктів на планеті Земля, відкриття нових емпіричних і теоретичних закономірностей у географічній оболонці, поглиблення пізнання сутності географічних явищ та зв'язків. Фундаментальне поняття історії та теорії науки.

## Історія
Періодізація розвитку географічних відкриттів за А. Г. Ісаченко:
- антична географія;
- середньовічна географія;
- Доба великих географічних відкриттів;
- нова географія (кінець XVIII — початок XIX століття);
- зародження сучасної географії (кінець XIX — початок XX століття);
- новітня географія (1918–1945 роки);
- сучасна географія (від 1945 року).